# Shane Ferguson
Shane Kevin Ferguson (Derry, 12 juni 1991) is een Noord-Iers voetballer die als linkermiddenvelder en als linksachter uit de voeten kan. Hij stroomde in 2009 door vanuit de jeugd van Newcastle United. Hij debuteerde in 2009 in het Noord-Iers voetbalelftal.

## Clubcarrière
In 2007 verliet Ferguson Derry City voor Newcastle United. Op 16-jarige leeftijd sloot hij zich aan bij de jeugdacademie van The Magpies. Op 25 augustus 2010 debuteerde hij voor Newcastle United in de League Cup tegen Accrington Stanley. In de volgende ronde gaf Ferguson een assist in de met 4–3 gewonnen bekerwedstrijd tegen Chelsea. Op 5 januari 2011 debuteerde hij in de Premier League tegen West Ham United. Op 2 april 2011 startte hij voor het eerst in het basiselftal in een competitiewedstrijd tegen Wolverhampton Wanderers. Op 27 mei 2011 werd hij beloond voor zijn prestaties met een nieuw vijfjarig contract.
In februari 2013 werd hij voor enkele maanden uitgeleend aan Birmingham City. Het seizoen erop werd hij opnieuw uitgeleend aan Birmingham City. Op 2 februari 2015 besloot Newcastle om Ferguson voor een half jaar uit te lenen aan het Schotse Rangers. Gedurende het seizoen 2015/16 werd hij voor een half jaar verhuurd aan Millwall FC; in januari 2016 nam Millwall Ferguson definitief over. Hij speelde op 8 augustus 2015 zijn eerste wedstrijd voor Millwall, tegen Shrewsbury Town. Ferguson kwam 16 minuten voor tijd het veld in als vervanger van Lee Martin. In het seizoen 2015/16 kwam hij in totaal tot 41 wedstrijden in de League One, waarvan 30 als basisspeler. Niet eerder speelde hij een zodanig groot gedeelte van het seizoen in het basiselftal.

## Interlandcarrière
Op 6 juni 2009 maakte Ferguson zijn debuut in het Noord-Iers voetbalelftal in een vriendschappelijke interland tegen Italië (3–0 verlies). Op 15 augustus 2012 maakte hij zijn eerste interlanddoelpunt oefenwedstrijd tegen Finland. Ferguson werd in mei 2016 opgenomen in de selectie van Noord-Ierland voor het Europees kampioenschap voetbal 2016 in Frankrijk, de eerste deelname van het land aan een EK. Noord-Ierland werd in de achtste finale uitgeschakeld door Wales (0–1), dat won door een eigen doelpunt van de Noord-Ierse verdediger Gareth McAuley.